# Llista de llançaments de NRO

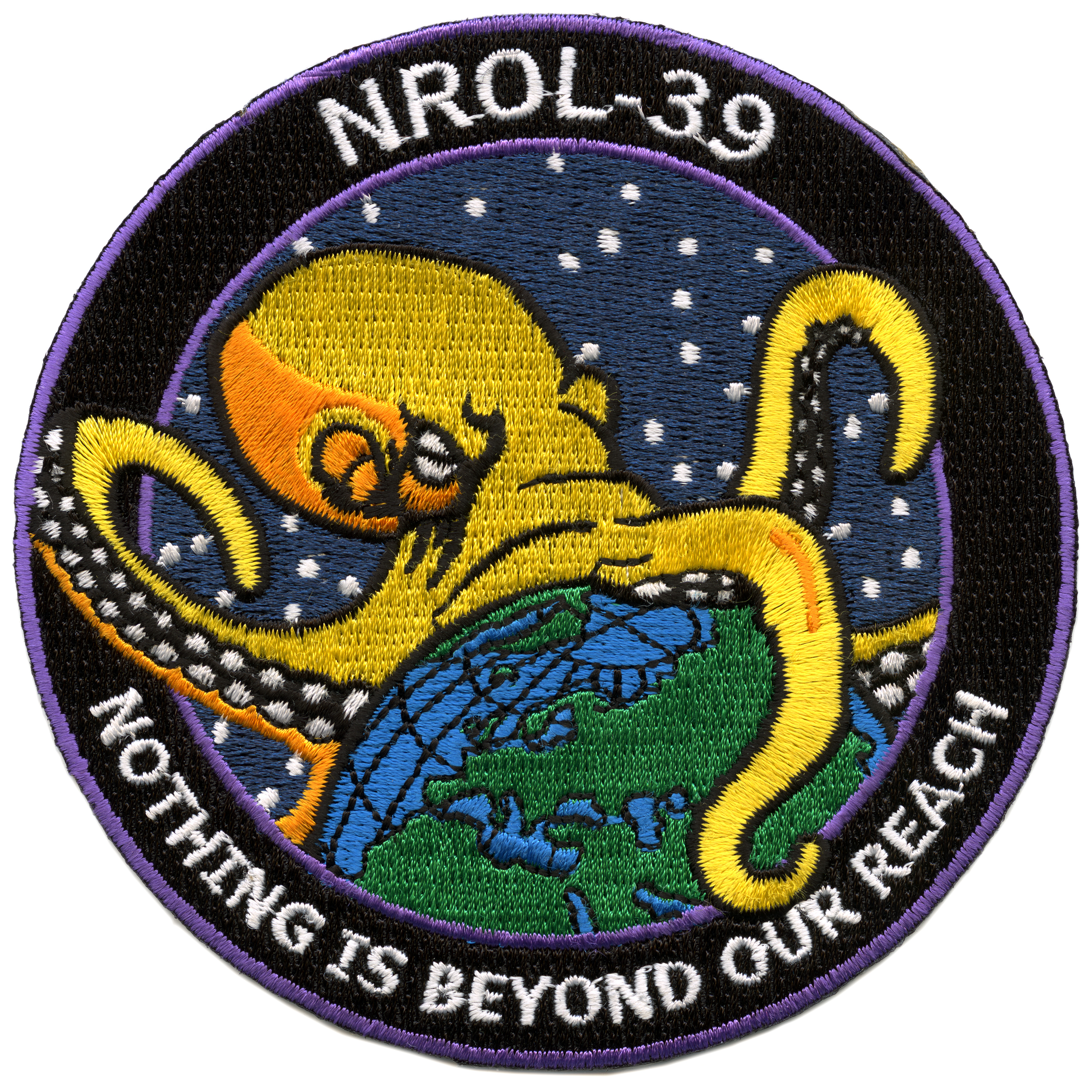
Pegat oficial de la missió NRO Launch-39

Això és una llista de les designacions de llançaments de la NRO (per les seves sigles en anglès NROL; National Reconnaissance Office Launch), és a dir, els satèl·lits operats per la National Reconnaissance Office dels Estats Units. Aquestes missions són classificades generalment com a secretes, pel que els seus efectes exactes i elements orbitals no són publicats. No obstant això, els astrònoms aficionats han pogut observar la major part dels satèl·lits, i ha sorgit informació filtrada per identificar moltes de les càrregues útils.
| Designació Llançament | Nom de llançament | Designació Satèl·lit | Data/Hora (GMT) Llançament | Zona de llançament | Coet                                              | Òrbita                                    | Projecte                    | Funció                  | Estat               | Pegat | Comentaris |
| --------------------- | ----------------- | -------------------- | -------------------------- | ------------------ | ------------------------------------------------- | ----------------------------------------- | --------------------------- | ----------------------- | ------------------- | --- | --- |
| L-1                   | Nemesis           | USA-179              | 2004-08-31 23:17           | CCAFS SLC-36A      | Atlas IIAS                                        | Molnia                                    | Quasar                      | Comunicacions           | Actiu               | | |
| L-2                   |                   | USA-129              | 1996-12-20 18:04           | VAFB SLC-4E        | Titan IV                                          | LEO                                       | KH-11                       | Imatgeria òptica        |                     | | |
| L-3                   |                   | USA-133              | 1997-10-24 02:32           | VAFB SLC-4E        | Titan IV                                          | LEO                                       | Lacrosse                    | ELINT                   | Actiu               | | |
| L-4                   | Oscar             | USA-136              | 1997-11-08 02:05           | CCAFS SLC-41       | Titan IV                                          | Molnia                                    | Trumpet                     | ELINT                   | Actiu               | | |
| L-5                   | Capricorn         | USA-137              | 1998-01-29 18:37           | CCAFS SLC-36A      | Atlas IIA                                         | Molnia                                    | Quasar                      | Comunicacions           | Actiu               | | |
| L-6                   | Jack              | USA-139              | 1998-05-09 01:38           | CCAFS SLC-40       | Titan IV/Centaur                                  | GSO                                       | Orion                       | ELINT                   |                     | | |
| L-7                   | Elwood            | N/A                  | 1998-08-12 11:30           | CCAFS SLC-41       | Titan IV/Centaur                                  | GSO (planificat)                          | Mercury                     | ELINT                   | Fracàs: 1998-08-12  | "Missió del DoD" | El coet es va autodestruir 40 segons després del llançament a causa d'un problema de guiatge                                       |
| L-8                   |                   | None                 | 1998-10-03 10:04           | VAFB LC-576E       | Taurus 1110                                       | LEO                                       | STEX                        | Tecnologia              |                     | | L'experiment ATEX va ser expulsat el 1999-01-16 i catalogat com a USA-141                                                          |
| L-9                   |                   | USA-144              | 1999-05-22 09:36           | VAFB SLC-4E        | Titan IVB                                         |                                           | Misty                       | Imatgeria òptica        |                     | | Primer llançament del Titan IV-B des del VAFB                                                                                      |
| L-10                  | Great Bear        | USA-155              | 2000-12-06 02:47           | CCAFS SLC-36A      | Atlas IIAS                                        | GSO                                       | Quasar                      | Comunicacions           | Actiu               | | |
| L-11                  | Onyx/Vega         | USA-152              | 2000-08-17 23:45           | VAFB SLC-4E        | Titan IVB                                         | LEO                                       | Lacrosse                    | Imatgeria per radar     | Actiu               | | |
| L-12                  | Aquila            | USA-162              | 2001-10-11 02:32           | CCAFS SLC-36B      | Atlas IIAS                                        | GSO                                       | Quasar                      | Comunicacions           | Actiu               | | |
| L-13                  | Gemini            | USA-160              | 2001-09-08 15:25           | VAFB SLC-3E        | Atlas IIAS                                        | LEO                                       | Intruder                    | Reconeixement naval     | Actiu               | | 2 satèl·lits |
| L-14                  |                   | USA-161              | 2001-10-05 21:21           | VAFB SLC-4E        | Titan IVB                                         | LEO                                       | KH-11                       | Reconeixement òptic     | Actiu               | | |
| L-15                  |                   | USA-237              | 2012-06-29 13:15           | CCAFS SLC-37B      | Delta IV Heavy (primera actualització del RS-68A) | GSO                                       | Mentor*                     | ELINT                   | Actiu               | | * - o de seguiment |
| L-16                  | Prometheus        | USA-182              | 2005-04-30 00:50           | CCAFS SLC-40       | Titan IVB                                         | LEO                                       | Lacrosse                    | Imatgeria per radar     | Actiu               | | |
| L-17                  | GeoLITE           | USA-158              | 2001-05-18 17:45           | CCAFS SLC-17B      | Delta II 7925-9.5                                 | GSO                                       | GeoLITE                     | Demostració tecnològica | Actiu               | | |
| L-18                  | Libra             | USA-173              | 2003-12-02 10:04           | VAFB SLC-3E        | Atlas IIAS                                        | LEO                                       | Intruder                    | Reconeixement naval     | Actiu               | | 2 satèl·lits |
| L-19                  | Homer             | USA-171              | 2003-09-09 04:29           | CCAFS SLC-40       | Titan IVB/Centaur                                 | GSO                                       | Orion                       | ELINT                   | Actiu               | | |
| L-20                  |                   | USA-186              | 2005-10-19 18:05           | VAFB SLC-4E        | Titan IVB                                         | LEO                                       | KH-11                       | Imatgeria òptica        | Actiu               | | |
| L-21                  |                   | USA-193              | 2006-12-14 21:00           | VAFB SLC-2W        | Delta II 7920-10                                  | LEO                                       | Desconegut                  | Desconegut              | Fracàs              | | Fracàs immediatament després del llançament. Destruït per ASAT el 2008-02-21.                                                      |
| L-22                  |                   | USA-184              | 2006-06-28 03:33           | VAFB SLC-6         | Delta IV M+(4,2)                                  | Molnia                                    | Improved Trumpet            | ELINT                   | Actiu               | | |
| L-23                  | Canis Minor       | USA-181              | 2005-02-03 07:41           | CCAFS SLC-36B      | Atlas IIIB                                        | LEO                                       | Intruder                    | Reconeixement naval     | Actiu               | | 2 satèl·lits |
| L-24                  | Scorpius          | USA-198              | 2007-12-10 22:05           | CCAFS SLC-41       | Atlas V 401                                       | Molnia                                    | Quasar                      | Comunicacions           | Actiu               | | |
| L-25                  | Altair            | USA-234              | 2012-04-03 23:12           | VAFB SLC-6         | Delta IV M+(5,2)                                  | LEO retrògrada                            | Topaz                       | Imatgeria per radar     | Actiu               | | |
| L-26                  |                   | USA-202              | 2009-01-18 02:47           | CCAFS SLC-37B      | Delta IV Heavy                                    | GSO                                       | Orion                       | ELINT                   | Actiu               | | |
| L-27                  | Gryphon           | USA-227              | 2011-03-11 23:38           | CCAFS SLC-37B      | Delta IV M+(4,2)                                  | GSO                                       | Quasar                      | Comunicacions           | Actiu               | | |
| L-28                  |                   | USA-200              | 2008-03-13 10:02           | VAFB SLC-3E        | Atlas V 411                                       | Molnia                                    | Improved Trumpet            | ELINT                   | Actiu               | | |
| L-29                  |                   |                      |                            | VAFB SLC-3E        | Atlas V 521                                       |                                           |                             |                         | Cancel·lat          | | |
| L-30                  | Pyxis             | USA-194              | 2007-06-15 15:12           | CCAFS SLC-41       | Atlas V 401                                       | LEO                                       | Intruder                    | Reconeixement naval     | Actiu               | | 2 satèl·lits Aturada prematura de la 2a etapa durant el llançament. La vida útil va ser reduïda en necessitat de corregir l'òrbita |
| L-32                  |                   | USA-223              | 2010-11-21 22:58           | CCAFS SLC-37B      | Delta IV Heavy                                    | GSO                                       | Orion                       | ELINT                   | Operacional         | | |
| L-33                  |                   | USA-252              | 2014-05-22 13:09           | CCAFS SLC-41       | Atlas V 401                                       | GSO                                       | Quasar                      | Comunicacions           | Actiu               | | |
| L-34                  | Odin              | USA-229              | 2011-04-15 04:24           | VAFB SLC-3E        | Atlas V 411                                       | LEO                                       | Intruder                    | Naval SIGINT            | Operacional         | | 2 satèl·lits |
| L-35                  |                   | USA-259              | 2014-12-13 03:19           | VAFB SLC-3E        | Atlas V 541                                       | Molnia                                    | Trumpet (tercera generació) | ELINT                   | Actiu               | | Primer vol del motor de coet RL10C-1, utilitzat pel tram superior Centaur                                                          |
| L-36                  |                   | USA-238              | 2012-09-13 21:39           | VAFB SLC-3E        | Atlas V 401                                       | Terrestre Baixa                           | Intruder                    | SIGINT                  | Llançat             | | 2 satèl·lits compartint designació                                                                                                 |
| L-37                  |                   | USA-268              | 2016-06-11 17:51           | CCAFS SLC-37B      | Delta IV Heavy                                    | GSO                                       | Orion                       | SIGINT                  | Llançat             | Mission patch for NROL-37 · "El pegat de la missió NROL37 representa un cavaller, un símbol del valor amb un codi cavalleresc de conducta que representa el valor, la formació i el servei als altres. El cavaller es posa davant de la bandera dels EUA en una postura defensiva per protegir a tota costa. L'àguila al pit és un símbol de la llibertat i els Estats Units d'Amèrica. L'espasa és un missatge de focus tenaç i ferotge amb les arpes que representen l'extrem abast de cobertura mundial." descripció de la National Reconnaissance Office | Probablement el setè satèl·lit anomenat Mentor/Orion per l'Agència de Seguretat Nacional.                                          |
| L-38                  | Drake             | USA-236              | 2012-06-20 12:28           | CCAFS SLC-41       | Atlas V 401                                       | GSO                                       | Quasar                      | Comunicacions           | Actiu               | | |
| L-39                  |                   | USA-247              | 2013-12-06 07:14           | VAFB SLC-3E        | Atlas V 501                                       | Terrestre Baixa                           | Topaz                       | Imatgeria per radar     | Actiu               | El "pegat" de la missió NROL-39: un pop agafant el globus de la terra, etiquetat amb "Nothing is beyond our reach" (en català res està fora del nostre abast) | |
| L-41                  | Gladys            | USA-215              | 2010-09-21 04:03           | VAFB SLC-3E        | Atlas V 501                                       | LEO (retrògrada) 1058 x 1072 km           | Topaz                       | Imatgeria per radar     | Operacional         | | |
| L-42                  |                   | TBD                  | 2017-06-13                 | VAFB SLC-3E        | Atlas V 541                                       | Molnia                                    | Trumpet (tercera generació) | ELINT                   | Esperant llançament | | |
| L-44                  |                   | TBD                  | NET 2019                   | CCAFS SLC-37B      | Delta IV Heavy                                    |                                           |                             |                         | Esperant llançament | | |
| L-45                  |                   | USA-267              | 2016-02-10 11:40           | VAFB SLC-6         | Delta IV M+(5,2)                                  | LEO (retrògrada) 1084 x 1086 km x 123 deg | Topaz                       | Imatgeria per radar     | Llançat             | | |
| L-47                  |                   |                      | 2017-10-03                 | VAFB SLC-6         | Delta IV M+(5,2)                                  | LEO (retrògrada)                          | Topaz                       | Imatgeria per radar     | Esperant llançament | | |
| L-49                  | Betty             | USA-224              | 2011-01-20 21:10           | VAFB SLC-6         | Delta IV Heavy                                    | LEO 239 x 1005 km                         | KH-11                       | Imatgeria òptica        | Operacional         | | |
| L-52                  |                   | TBD                  | 2017-08-31                 | CCAFS SLC-41       | Atlas V 421                                       | GSO                                       | Quasar 21                   | Comunicacions           | Esperant llançament | | |
| L-55                  |                   | USA-264              | 2015-10-08 12:49           | VAFB SLC-3E        | Atlas V 401                                       | LEO 1000 x 1200 km x 63.4°                | Intruder                    | Naval SIGINT ELINT      | Llançat             | El "pegat" de la missió NROL-55: una arma Smith (Hephaestus) està forjant una espasa. "SUSTENTANTES BELLATORES DE CÆLIS" significa literalment "En suport sostingut als guerrers, des de o al cel " | un satèl·lit classificat (NROL-55) i 13 cubesats.                                                                                  |
| L-61                  | Spike             | USA-269              | 2016-07-28 12:37           | CCAFS SLC-41       | Atlas V 421                                       | GSO                                       | Quasar 20                   | Comunicacions           | Llançat             | El pegat de la missió NROL-61 representa un llangardaix verd, Spike, muntant un vehicle de llançament Atlas 5. Les estrelles representen els equips de diversos organismes que han contribuït al projecte. | |
| L-65                  |                   | USA-245              | 2013-08-28 18:03           | VAFB SLC-6         | Delta IV Heavy                                    | LEO                                       | KH-11                       | Imatgeria òptica        | Llançat             | | |
| L-66                  |                   | USA-225              | 2011-02-06 12:26           | VAFB SLC-8         | Minotaur I                                        | LEO                                       | RPP                         | Tecnologia              | Operacional         | | |
| L-67                  |                   | USA-250              | 2014-04-10 17:45           | CCAFS SLC-41       | Atlas V 541                                       |                                           |                             |                         | Llançat             | | |
| L-68                  |                   | TBD                  | NET 2021                   | CCAFS SLC-37B      | Delta IV Heavy                                    |                                           |                             |                         | Esperant llançament | | |
| L-70                  |                   | TBD                  | NET 2022                   | CCAFS SLC-37B      | Delta IV Heavy                                    |                                           |                             |                         | Esperant llançament | | |
| L-71                  |                   | TBD                  | NET 2018                   | VAFB SLC-6         | Delta IV Heavy                                    |                                           |                             |                         | Esperant llançament | | |
| L-76                  |                   | TBD                  | NET març 2017              | CCAFS SLC-40       | Falcon 9                                          |                                           |                             |                         | Esperant llançament | | |
| L-79                  |                   | TBD                  | 2017-02-09                 | VAFB SLC-3E        | Atlas V 401                                       | LEO                                       | Intruder 8                  | Reconeixement naval     | Llançat             | | (NROL-79) |
| L-82                  |                   | TBD                  | NET 2020                   | VAFB SLC-6         | Delta IV Heavy                                    |                                           |                             |                         | Esperant llançament | | |
| L-91                  |                   | TBD                  | NET 2023                   | VAFB SLC-6         | Delta IV Heavy                                    |                                           |                             |                         | Esperant llançament | | |
| L-101                 |                   | TBD                  | NET 2019                   | CCAFS SLC-41       | Atlas V                                           |                                           |                             |                         | Esperant llançament | | |
| Designació Llançament | Nom de llançament | Designació Satèl·lit | Data/Hora (GMT) Llançament | Zona de llançament | Coet                                              | Òrbita                                    | Projecte                    | Funció                  | Estat               | Pegat | Comentaris |